# Lepidolutzia baucis
Lepidolutzia baucis är en fjärilsart som beskrevs av Johan Wilhelm Dalman 1823. Lepidolutzia baucis ingår i släktet Lepidolutzia och familjen björnspinnare. Inga underarter finns listade i Catalogue of Life.